# Agrostis kudoi
Agrostis kudoi é uma espécie de gramínea do gênero Agrostis, pertencente à família Poaceae.